# Колчино (деревня, Калужская область)
Колчино — деревня в Людиновском районе Калужской области России в составе сельского поселения «Деревня Манино». Расположена на реке Колчинке по соседству с одноименным селом Колчино.

## Население
| 2002 | 2010 |
| ---- | ---- |
| 52   | ↘43  |

## Известные уроженцы
- Гайдуков, Юрий Павлович (6 мая 1930 — 27 января 2007) — советский и российский физик, доктор физико-математических наук, профессор Московского государственного университета им. М. В. Ломоносова. Лауреат Государственной премии СССР (1967).